# To All the Boys I've Loved Before (filme)
To All the Boys I've Loved Before é um filme americano de comédia romântica adolescente de 2018, dirigido por Susan Johnson baseado na obra literária To All the Boys I've Loved Before, de Jenny Han. É estrelado por Lana Condor, Noah Centineo, Janel Parrish, Anna Cathcart, Israel Broussard e John Corbett. Foi lançado pela Netflix em 17 de agosto de 2018.
É o primeiro filme da franquia To All the Boys, sendo seguida por duas sequências, To All the Boys: P.S. I Still Love You, que foi lançado em 12 de fevereiro de 2020, e To All the Boys: Always and Forever, que foi lançado em 12 de fevereiro de 2021.

## Enredo
A aluna do segundo grau, Lara Jean Covey, escreve cartas para meninos pelos quais sente uma paixão intensa antes de trancar as cartas em seu armário. Sua última carta é para seu amigo de infância Josh, que está namorando sua irmã mais velha, Margot. Quando Margot se muda para a faculdade, ela termina com Josh. Lara Jean sempre teve uma queda por Josh e decide que não seria bom namorar com ele.
Uma noite, enquanto saía com sua irmã mais nova, Kitty, Lara Jean adormeceu no sofá. Kitty entra no quarto de Lara Jean e encontra sua coleção de cartas. Na segunda-feira seguinte na escola, Lara Jean se depara com um ex-namorado dela, Peter Kavinsky. Peter revela que foi enviada a carta que Lara Jean escreveu para ele, fazendo-a desmaiar. Depois de acordar, ela vê Josh se aproximando com uma carta própria e, em um momento de pânico, Lara Jean beija Peter na pista da escola para afastar Josh antes de fugir.
Lara Jean então encontra outro destinatário de uma carta, Lucas, que se mostra ser gay, quando ela começa a perceber que todas as cartas foram enviadas.
Mais tarde, ela saiu de casa quando Josh apareceu sem avisar. Lara Jean então encontra Peter em seu restaurante favorito. Ela explica a ele que estava apenas tentando fazer Josh pensar que ela perdeu o interesse por ele. Peter está surpreendentemente bem com isso, e propõe que ele e Lara Jean façam um namoro falso para deixar sua ex-namorada (ex-melhor amiga e nêmesis de Lara Jean) Gen com ciúmes. Lara Jean concorda, e os próximos meses passam com toda a escola, junto com seus respectivos amigos e familiares, acreditando que os dois estão namorando.
No entanto, quando Peter descobre que Gen está realmente com ciúmes, ele se vê em conflito sobre seus verdadeiros sentimentos. Enquanto isso, Lara Jean fica com ciúmes dos dois. Eventualmente, os dois vão juntos para a viagem de esqui da escola, onde se confrontam sobre seus verdadeiros sentimentos. Eles começam a se beijar sozinhos em uma banheira de hidromassagem. Depois que a viagem termina, Gen confronta Lara Jean, revelando que Peter passou a noite em seu quarto depois que eles se beijaram e provocando Lara Jean, mostrando a ela um scrunchie que Peter a deixou pegar, que na verdade era o favorito de Lara Jean. Furiosa, Lara Jean termina com Peter e volta para casa, onde descobre que Margot voltou da faculdade. Peter então vai à casa dela, esperando explicar que nada aconteceu entre ele e Gen, mas Josh chega também. Margot ouve tudo, e fica visivelmente chateada ao saber dos antigos sentimentos de Lara Jean por Josh. As coisas pioram quando, após Lara Jean pedir para Peter ir embora, ela vê que um vídeo dela e Peter na banheira de hidromassagem foi colocado no Instagram, aparentemente mostrando os dois em um ato sexual.
Lara Jean pede a ajuda de Margot, que acalma e consola a irmã. Kitty então revela que foi ela quem enviou as cartas. Enquanto Lara Jean fica furiosa, Margot a acalma quando ela pergunta por que as cartas trazem endereços. Lara Jean percebe que pode ter desejado enviá-los, mas estava com muito medo de fazê-lo, e as irmãs se perdoam antes de enviar um e-mail para o Instagram para que o vídeo seja removido.
Após as férias de Natal, Lara Jean descobre que todos na escola sabem sobre o vídeo de qualquer maneira. Enquanto isso, Peter tenta dizer a todos que nada aconteceu. Lara Jean confronta Gen sobre o vídeo, que revela que ela tentou sabotar o relacionamento deles ao se sentir traída quando Lara Jean beijou Peter durante o giro da garrafa em uma festa da sétima série. Depois de conversar com seu pai e reavaliar os relacionamentos em sua vida, Lara Jean conversa com Josh, que concorda em ser amigo novamente. Quando ela hesita em ir até Peter, apesar de ter sentimentos reais, Kitty a incentiva a fazê-lo após mostrar as cartas que ele escreveu durante o relacionamento deles. Lara Jean vai ver Peter, e ele diz que está apaixonado por ela. Os dois se beijam antes de irem embora juntos.
Em uma cena no meio dos créditos, um destinatário, John Ambrose McClaren, um dos cinco destinatários das cartas de Lara Jean, chega à sua porta com flores nas mãos.

## Elenco

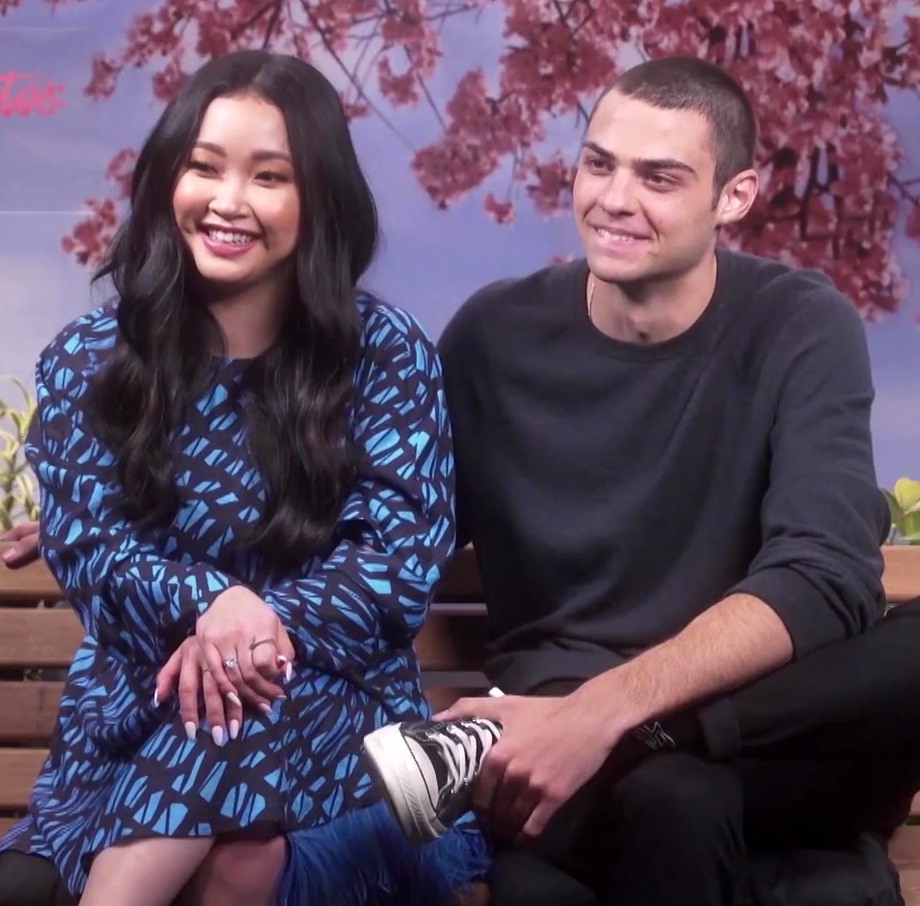
Os atores principais Lana Condor (esquerda) e Noah Centineo (direita) em uma entrevista no Brasil.

- Lana Condor como Lara Jean Song Covey
  - Isabelle Beech como Lara Jean (criança)
- Noah Centineo como Peter Kavinsky, um dos destinatários das cartas de amor de Lara Jean
  - Hunter Dillon como Peter (criança)
- Janel Parrish como Margot Song Covey, irmã mais velha de Lara Jean e ex-namorada de Josh
- Anna Cathcart como Katherine "Kitty" Song Covey, irmã mais nova de Lara Jean
- Andrew Bachelor como Greg, o melhor amigo de Peter
- Trezzo Mahoro como Lucas James, um amigo de Lara Jean e uma de suas antigas paixões
- Madeleine Arthur como Christine, prima de Genevieve e melhor amiga de Lara Jean
- Emilija Baranac como Genevieve "Gen", ex-namorada de Peter e ex-melhor amiga de Lara Jean no ensino médio
  - Rhys Fleming como Gen (criança)
- Israel Broussard como Josh Sanderson, ex-namorado de Margot e um dos ex-amores de Lara Jean
  - Christian Michael Cooper como Josh (criança)
- John Corbett como Dr. Dan Covey, o pai viúvo de Lara Jean
- Kelcey Mawema como Emily Nussbaum, uma amiga de Gen
- Julia Benson como Sra. Kavinsky, a mãe de Peter
- Joey Pacheco como Owen Kavinsky, irmão mais novo de Peter
- Edward Kewin como Kenny, um dos destinatários das cartas de amor de Lara Jean
- Jordan Burtchett como John Ambrose McClaren, um dos destinatários das cartas de amor de Lara Jean
  - Pavel Piddocke como John (criança)
- June R. Wilde como Joan, uma garçonete de uma lanchonete em que Lara Jean passa o tempo

## Produção

### Desenvolvimento
Em junho de 2014, o romance mais vendido para jovens adultos do The New York Times, da autora Jenny Han, To All the Boys I've Loved Before foi comprado pela produtora de Will Smith e James Lassiter, Overbrook Entertainment. Naquela época, a escritora Annie Neal havia sido contratada para adaptar o livro para as telas. Em 5 de julho de 2017, a produção começou em Vancouver, Colúmbia Britânica. Foi anunciado no final daquele mês que Lana Condor havia sido escalada para o papel principal de Lara Jean Song Covey, com Susan Johnson dirigindo um roteiro de Sofia Alvarez. Também foi relatado que John Corbett, Janel Parrish, Anna Cathcart, Noah Centineo, Israel Broussard e Andrew Bachelor se juntaram ao elenco do filme.
Este é o primeiro filme lançado pela AwesomenessTV após sua aquisição pela Viacom.

### Filmagens
As filmagens começaram em Vancouver, Colúmbia Britânica e arredores em 5 de julho de 2017. Partes do filme foram filmadas em Portland, Óregon, que também é o cenário do filme. Cenas na escola de Lara Jean foram filmadas na Point Gray Secondary School. A produção foi concluída em 4 de agosto de 2017.

## Lançamento
Em março de 2018, a Netflix adquiriu os direitos de distribuição do filme, e o lançou em 17 de agosto de 2018.

## Recepção
No site agregador de revisões Rotten Tomatoes, o filme tem uma taxa de aprovação de 96% com base em 68 resenhas, com uma classificação média de 7,22/10. O consenso crítico do site diz: "To All the Boys I've Loved Before, segue as regras da comédia romântica adolescente, mas personagens relacionáveis e um elenco totalmente encantador mais do que compensam a falta de surpresas." No Metacritic, o filme tem uma pontuação média ponderada de 64 em 100, com base nas avaliações de 12 críticos, indicando "avaliações geralmente favoráveis".
Linda Holmes, da NPR, escreve: "O filme é exatamente o que deveria ser: agradável e inteligente, reconfortante, divertido e romântico. Ideal para sua sexta-feira à noite, sua tarde de sábado e muitos dias preguiçosos que estão por vir."
Alexis Gunderson, da Paste Magazine, escreveu: "To All the Boys I've Loved Before, o mais novo sucesso da cena adolescente, é um filme totalmente excelente. Não é excelente “para um filme adolescente.” Não é excelente “para uma comédia romântica”. É excelente para um filme."
Rachel Syme para o The New Republic elogia: "À medida que as pessoas assistirem novamente ao filme nos próximos meses, no entanto, espero que o nome de Lara Jean comece a ser popular tanto quanto o de Peter Kavinsky. Centineo executa um tipo de energia masculina compassiva que está em falta nos filmes cinematográficos no momento, mas Lana Condor é inegavelmente a estrela de TATBILB. Quando o filme começa, ela está sonhando acordada, imaginando-se em um vestido carmesim em uma charneca, enquanto o vento sopra em seu rosto. Nesses momentos, antes de o filme voltar aos subúrbios, Condor é totalmente convincente como a heroína de uma peça séria de época. Agora, isso é tudo que eu quero ver."
O filme foi criticado nas redes sociais por ter escolhido atores brancos do sexo masculino para os papéis de quatro dos cinco interesses amorosos de Lara Jean. Falando com o IndieWire, a autora Jenny Han declarou: "Eu entendo a frustração e compartilho essa frustração de querer ver mais homens asiático-americanos na mídia". Han acrescentou: "Para [To All the Boys I've Loved Before], tudo o que posso dizer é que esta é a história que escrevi."
Uma cena do filme mostra Kitty oferecendo a Peter uma garrafa de Yakult que levou a um aumento nas vendas da bebida em algumas partes do mundo.

## Sequências
Em agosto de 2018, a autora do romance original, Jenny Han, disse sobre um filme sequencial, que adaptaria o segundo livro da série: 
Há tantas coisas no segundo livro que eu adoraria ver em uma sequência. A razão pela qual escrevi um segundo livro foi para o personagem John Ambrose McClaren, que é o favorito dos fãs, e também é um dos meus favoritos. Eu adoraria ver isso sendo explorado, e também há um personagem chamado Stormy que adoro escrever sobre. Eu adoraria ver isso.
Em novembro de 2018, foi relatado que a Netflix e a Awesomeness Films da Paramount estavam em discussões para produzir uma sequência para o filme, logo depois, a Netflix anunciou o desenvolvimento de um filme sequencial, com Condor e Centineo, em dezembro de 2018.
As filmagens para a sequência começaram em 27 de março de 2019 e terminaram em 8 de maio. Todo o elenco do filme anterior retorna, exceto Israel Broussard, com o estreante Jordan Fisher interpretando o interesse amoroso de Lara Jean, John Ambrose McClaren.
Um terceiro filme baseado no terceiro livro da franquia começou a ser filmado em 15 de julho de 2019, dois meses após o término da produção do segundo filme, sendo lançado em 12 de fevereiro de 2021, na Netflix.

## Spin-off
Em 31 de março de 2021, foi relatado que uma série spin-off estava em desenvolvimento inicial, estrelada por Anna Cathcart. Em 18 de outubro de 2021, foi anunciado que a Netflix deu à produção um pedido de série que consistia em dez episódios e seria intitulado como XO, Kitty. A série foi lançada em 18 de março de 2023, sendo renovada para uma segunda temporada em junho de 2023.